# Črnomelj
Črnomelj este un oraș din comuna Črnomelj, Slovenia, cu o populație de 5.854 de locuitori.